# Carlo Giuliani
Carlo Giuliani (Roma, 14 marzo 1978 – Genova, 20 luglio 2001) è stato un attivista italiano che ha preso parte alle proteste del movimento no-global, venendo ucciso da un carabiniere, durante i fatti del G8 di Genova.
In relazione all'uccisione, il carabiniere ausiliario Mario Placanica è stato indagato per omicidio e poi prosciolto dalla giustizia italiana e da quella europea avendo agito per legittima difesa contro Giuliani che, a volto coperto, tentava di colpirlo con un estintore. La Corte europea dei diritti dell'uomo, alla quale la famiglia Giuliani aveva fatto ricorso, ha infatti accolto la ricostruzione italiana in merito ai fatti specifici della morte, ma ha criticato la gestione dei sistemi di sicurezza attorno al vertice da parte dell'Italia, poiché ne avrebbe minimizzato i rischi. In conseguenza di ciò, inizialmente, la Corte dispose un risarcimento di 40 000 euro ai familiari di Giuliani a carico dello Stato italiano. La stessa Corte ha infine assolto lo Stato Italiano con sentenza definitiva nel 2011.

## Biografia
Nato a Roma nel 1978, figlio di Giuliano Giuliani, sindacalista della CGIL, e Haidi Giuliani, insegnante, crebbe a Genova, diplomatosi al liceo scientifico, si iscrisse al corso di laurea in Storia all'Università di Genova, che tuttavia abbandonò dopo il primo anno. I motivi di questa scelta sono stati raccontati da persone a lui vicine, e sembrano legati a un periodo di riflessione personale e a un crescente impegno nel sociale. Nel 1995, nel tentativo di sedare quella che gli sembrava un'aggressione ad un compagno di scuola nei carruggi genovesi, ebbe una colluttazione con alcuni poliziotti in borghese, che poi lo avrebbero poi trattenuto e schiaffeggiato in questura. Svolse il servizio civile presso Amnesty International, ma l'esperienza lo deluse in quanto poco formativa, adottò inoltre un bambino a distanza mediante la Comunità di Sant'Egidio. Per un periodo fu iscritto a Rifondazione Comunista, ma ne uscì poco dopo. Due settimane prima di morire diventò volontario dell'Anlaids, l'Associazione Nazionale per la Lotta contro l'AIDS.

## I fatti del 20 luglio 2001

### Gli scontri
La morte di Carlo Giuliani è legata ai disordini avvenuti a Genova il 20 luglio del 2001 in via Tolemaide nel quartiere Foce, presso la stazione Brignole, dove si verificarono violenti scontri tra manifestanti anti-g8 e forze dell'ordine. Secondo amici e familiari la partecipazione a quegli eventi da parte di Giuliani fu promossa dalle notizie relative ai disordini che in quelle ore circolavano. Secondo queste testimonianze, tali notizie lo convinsero a rinunciare alla gita al mare che aveva programmato quella mattina per dirigersi verso il corteo delle Tute Bianche. La versione che vorrebbe Giuliani in procinto quel giorno di dirigersi verso la spiaggia genovese sarebbe avvalorata dal costume da bagno che indossava sotto i pantaloni al momento del decesso. L'autopsia ha rilevato che Giuliani, al momento del decesso, indossava "pantaloncini sportivi in materiale sintetico di colore rosso" sotto "pantaloni di una tuta ginnica di colore blu in cotone acetato", insieme a una "canottiera bianca di cotone, tagliata sul davanti e ampiamente intrisa di materiale ematico", "scarponcini sportivi da trekking" e "calze di lana".
A seguito di una carica abortita in via Caffa (l'unica effettuata lateralmente al corteo) da parte dei carabinieri della compagnia CCIR "Echo" - 12º btg carabinieri "Sicilia", in piazza Alimonda, durante la frettolosa ritirata dei circa 70 militari presenti, una Land Rover Defender con tre carabinieri a bordo (l'autista Filippo Cavataio, Mario Placanica e Dario Raffone), facendo manovra per seguire la ritirata degli uomini rimane apparentemente bloccata contro un grosso cassonetto per rifiuti. L'utilità della carica, il numero di uomini impegnati e la valutazione di fattibilità saranno oggetto successivamente di pareri e testimonianze contrastanti da parte degli ufficiali responsabili del reparto, uno dei quali riconoscerà durante la visione dei filmati nel processo sui fatti del 20 luglio che il reparto lanciò dei sassi in direzione dei manifestanti. L'autista sosterrà poi che sarebbe rimasto bloccato a causa di una manovra errata di un altro veicolo Land Rover Defender che seguiva la carica delle forze dell'ordine.
Sulla credibilità di tale dichiarazione getta un'ombra una serie di fotografie a disposizione della magistratura dai giorni successivi al 20 luglio 2001, la cui diffusione è stata resa possibile solo successivamente all'archiviazione del procedimento aperto nei confronti del carabiniere Mario Placanica. Da queste fotografie emerge con chiarezza come il cassonetto fosse utilizzato come schermo protettivo da almeno un carabiniere: questa circostanza renderebbe credibile che il carabiniere Filippo Cavataio non abbia tentato di spostare il contenitore per evitare di travolgere il collega.
La posizione dei due Defender e il loro ruolo operativo in quella situazione sono stati messi fortemente in discussione dallo stesso capitano Cappello, che durante il processo spiega come sia improponibile in linea generale farsi scortare da mezzi non blindati in operazioni di ordine pubblico. In particolare Cappello specifica di non aver avuto percezione della presenza dei mezzi in quella posizione, e dichiara di non aver dato nessuna disposizione sui due Defender specificando che dal suo punto di vista sarebbe stato un suicidio disporli a seguito del contingente.
Il veicolo rimane così fermo per alcuni secondi durante i quali viene preso d'assalto da alcuni dei manifestanti che stavano inseguendo le forze dell'ordine in ritirata verso la parte bassa di via Caffa e piazza Tommaseo, dove vi era il raggruppamento dei carabinieri e delle forze di polizia. Tra i manifestanti vi è Carlo Giuliani, con il volto coperto da un passamontagna, che raccoglie da terra e solleva un estintore, già precedentemente scagliato contro il mezzo da un altro manifestante e poi caduto, manifestando l'intenzione di lanciarlo a propria volta contro il veicolo dei carabinieri.
All'interno del veicolo un carabiniere - identificato come Mario Placanica secondo le sue stesse dichiarazioni - estrae e punta la propria pistola d'ordinanza verso i manifestanti, per poi sparare due colpi. Un colpo raggiunge allo zigomo sinistro Carlo Giuliani, che morirà nei minuti successivi. Il fuoristrada, nel tentativo di fuggire rapidamente dai manifestanti, riprende la manovra passando sul corpo del ragazzo due volte (una prima in retromarcia, la seconda a marcia avanti). Sono le 17:27 del 20 luglio 2001. Tutta la sequenza è registrata nei filmati degli operatori presenti sul posto.

### Dopo la morte
La sorella Elena racconterà di aver telefonato a Carlo sul cellulare intorno alle 19, poco dopo la morte. Le risponde una persona che le chiede chi stesse parlando e, quando lei spiega di essere la sorella del proprietario del cellulare, lui mente dicendo che suo fratello è lì vicino e gli ha chiesto di tenere un attimo il suo cellulare e aggiunge che, siccome in quel momento c'è molta confusione, non glielo può passare e la invita a richiamare più tardi.
Alcuni membri del personale medico del pronto soccorso dell'ospedale Galliera testimoniano che il corpo di Carlo Giuliani giungerà verso le 20:00/20:30, cioè qualche ora dopo aver lasciato piazza Alimonda: un lasso di tempo incompatibile con la distanza fra piazza Alimonda e l'ospedale Galliera. I tre carabinieri feriti, inoltre, arriveranno al Galliera solo un'ora dopo aver lasciato la stessa piazza.
Le prime notizie di stampa comunicano che un sasso lanciato dai manifestanti avrebbe ucciso un ragazzo spagnolo e questa informazione si diffonde rapidamente. Dalle immagini relative a quei momenti si evidenzia l'apparizione di un sasso a fianco della testa di Giuliani, che nelle immagini immediatamente successive all'arrivo delle forze dell'ordine sul luogo del delitto non c'era. La tesi del sasso lanciato durante gli scontri come causa della morte di Giuliani verrà sostenuta nell'immediato da uno dei responsabili delle forze dell'ordine successivamente arrivati sul posto dalla vicina via Caffa, che urlando accusa un dimostrante che si stava avvicinando all'area:
(Vicequestore Adriano Lauro)
A seguito dell'ordine dell'allora vicequestore Adriano Lauro, un carabiniere e un agente di polizia accennarono un inseguimento del dimostrante, che si esaurì dopo pochi metri e permise al dimostrante di fuggire. Lo stesso Lauro affermerà, durante un'udienza della successiva causa civile intentata dai Giuliani, di aver inizialmente ritenuto un sasso la causa della morte avendone notato, mentre si stava avvicinando alla zona, uno a poca distanza dal corpo.
La notizia che voleva le forze dell'ordine estranee alla morte del giovane viene smentita già verso le 21. La famiglia di Giuliani viene avvertita dell'accaduto solo dopo che in televisione cominciarono a circolare le foto dell'agenzia stampa Reuters, che smentiscono le prime notizie diffuse circa la morte di un manifestante spagnolo e mostrano com'è morto esattamente Giuliani. Ciò avviene tra le 22:30 e le 23:00.

## Il decesso di Giuliani e le ferite riportate

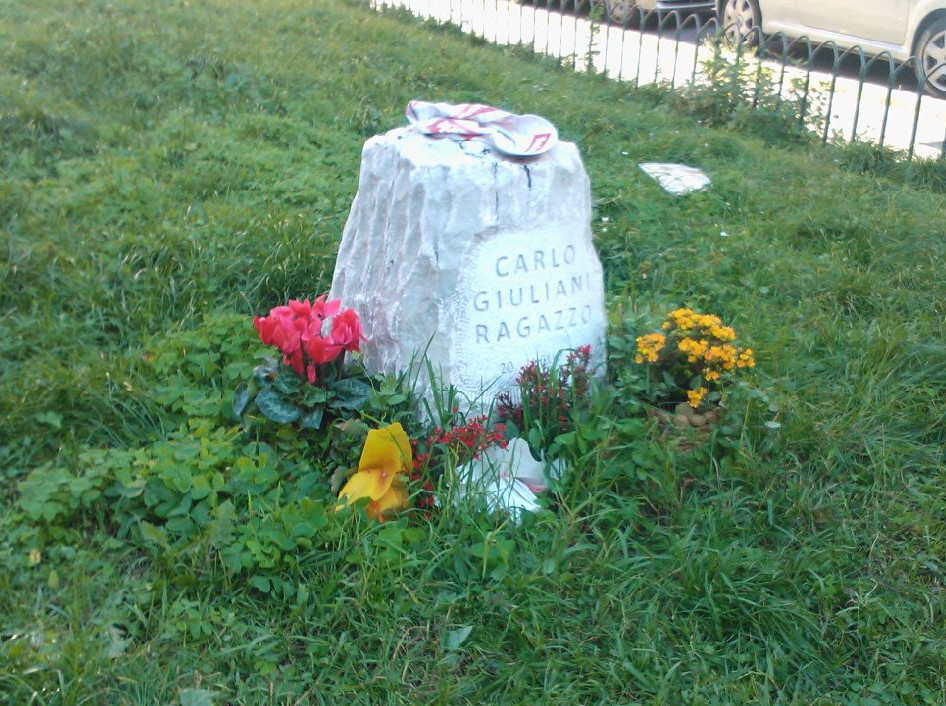
Cippo dedicato a Carlo Giuliani in piazza Alimonda a Genova

All'ospedale Galliera non viene richiesta una perizia di parte sull'autopsia. L'unica autopsia effettuata è quella disposta dalla magistratura. Cinque giorni più tardi, nonostante tutte le anomalie che quest'ultima presenta e nonostante l'inchiesta di omicidio appena avviata, il giudice dà l'autorizzazione a procedere per la cremazione. Il corpo di Carlo Giuliani, secondo il volere della famiglia, è stato cremato e tumulato nel cimitero monumentale di Staglieno. Nel 2009 le sue ceneri sono state disperse a Boccadasse.
L'autopsia del 5 novembre 2001 recita:

Il medico legale Marco Salvi, esecutore materiale dell'autopsia, rileva come 
Si evidenzia la presenza di sangue nelle vie aeree, con segni di aspirazione bronchiale; ciò suggerirebbe un'attività respiratoria dopo il ferimento da arma da fuoco. Lo zampillo di sangue dal foro del proiettile riportato in alcune immagini confermerebbe la presenza di attività cardiaca.
La conferma della morte in alcuni minuti dell'autopsia confuta le prime tesi sulla morte che i periti, negli esami del giorno successivo al decesso di Giuliani, volevano immediata dopo il colpo di pistola.
Nei mesi successivi alla morte di Carlo Giuliani molte sono state le ricostruzioni sull'accaduto. In particolare alcune di queste pongono l'accento sulle ferite riportate da Giuliani di cui si parla nell'autopsia, in particolare sulla ferita lacero-contusa frontale che non trova spiegazioni ufficiali. Le foto della polizia scientifica evidenziano chiaramente la ferita e nel contempo l'integrità del passamontagna all'altezza della fronte. Il Comitato Piazza Carlo Giuliani (ONLUS, composta anche dai genitori della vittima e che si occupa dei fatti di Genova e della morte di Giuliani, svolgendo indagini indipendenti da quelle ufficiali sui fatti) avanza l'ipotesi della manipolazione effettuata da membri delle forze dell'ordine per avvalorare la tesi del sasso come arma del delitto, eseguita con lo spostamento del sasso sporcato di sangue vicino al viso di Giuliani e i colpi violentemente inferti alla fronte dopo avergli spostato il passamontagna (con probabilità utilizzando lo stesso sasso posizionato artificiosamente vicino al cadavere come corpo contundente). Questa tesi è stata ribadita da Giuliano Giuliani, padre di Carlo, durante l'intervista concessa a Blu notte - Misteri italiani del 9 settembre 2007. Sempre secondo il Comitato Piazza Carlo Giuliani, questa delicata operazione giustificherebbe sia il nervosismo delle stesse forze dell'ordine (che secondo alcune immagini e le dichiarazioni del fotografo francese Bruno Abile, presente in loco, avrebbe portato alcuni agenti di PS e carabinieri a confrontarsi fisicamente) e il pestaggio di Eligio Paoni, il fotografo che fece le prime fotografie ravvicinate al corpo di Giuliani (che andarono perdute con la distruzione delle macchine fotografiche).
Nell'agosto del 2009, i giudici della Corte europea dei diritti dell'uomo nella sentenza pronunciata sul caso hanno stigmatizzato la decisione della procura di autorizzare la cremazione il 23 luglio, prima di conoscere i risultati dell'autopsia, soprattutto in considerazione del fatto che la procura stessa ha giudicato superficiale il rapporto autoptico. La Corte ha inoltre espresso biasimo per l'intervallo di tre sole ore concesso ai familiari di Giuliani tra la notifica dell'autopsia e l'esame stesso, cosa che secondo i giudici di Strasburgo ha verosimilmente impedito ai genitori di incaricare un proprio consulente.

## Le inchieste sulla morte

### L'inchiesta della giustizia italiana
Nei confronti di Mario Placanica e di Filippo Cavataio la Procura di Genova aprì un procedimento penale (n. 13021/2001 RGNR) con l'ipotesi di omicidio colposo. Successivamente il PM Silvio Franz chiese l'archiviazione del procedimento, richiesta verso la quale la famiglia Giuliani presentò opposizione. Il 5 maggio 2003 il GIP Elena Daloiso pronunciò una sentenza di non luogo a procedere per entrambi gli indagati, rilevando "la presenza di cause di giustificazione che escludono la punibilità del fatto" e prosciolse Placanica per uso legittimo delle armi, oltre che per legittima difesa, come richiesto dallo stesso titolare dell'accusa.
La perizia realizzata durante l'istruttoria, basata su un filmato, ha concluso che il colpo che ha ucciso Carlo Giuliani fosse stato sparato verso l'alto e fosse rimbalzato su un sasso scagliato da un altro manifestante.
L'investimento con il mezzo di servizio, invece, venne spiegato dai carabinieri come un tentativo di fuga dai manifestanti armati di pietre e bastoni, e i militari affermarono di non essersi accorti della presenza del ragazzo a terra.
Tale versione, accolta dai magistrati, è sempre stata ritenuta poco credibile dalla famiglia Giuliani, che ha commissionato un'ulteriore perizia secondo la quale il colpo è stato sparato in direzione della vittima. I familiari, assieme al "comitato Piazza Carlo Giuliani", hanno realizzato un documentario sui fatti, in cui raccolgono le documentazioni fotografiche disponibili per tentare di ricostruire i fatti e smentire la tesi della magistratura. Nel documentario, si avanza anche l'ipotesi che a sparare dalla camionetta non fu Placanica, sulla base di un confronto tra alcune fotografie.

### La corte Europea dei diritti dell'uomo
Il 13 marzo 2007 la Corte europea dei diritti dell'uomo dichiarò "ricevibile" il ricorso presentato, il 18 giugno 2002 dalla famiglia Giuliani, dove si sosteneva che la morte di Carlo Giuliani era dovuta a "un uso eccessivo della forza" in violazione dell'articolo 2 della Convenzione europea per la salvaguardia dei diritti dell'uomo e delle libertà fondamentali.
Nell'agosto del 2009, i giudici di Strasburgo hanno stabilito che Mario Placanica agì per legittima difesa, motivando che «il militare non è ricorso a un uso eccessivo della forza. La sua è stata solo una risposta a quello che ha percepito come un reale e imminente pericolo per la sua vita e quella dei colleghi».
Questa sentenza rilevava comunque alcune carenze nel rispetto degli obblighi procedurali previsti dallo stesso articolo, in base alle quali condannava lo Stato italiano a pagare 40 000 euro ai familiari di Carlo Giuliani (15 000 euro a ciascuno dei genitori e 10 000 euro alla sorella), in quanto «le autorità italiane non hanno condotto un'inchiesta adeguata sulle circostanze della morte del giovane manifestante» e perché non fu avviata un'inchiesta per identificare «le eventuali mancanze nella pianificazione e gestione delle operazioni di ordine pubblico». Deplorando queste mancanze la Corte ha dichiarato per questo di trovarsi nell'impossibilità di stabilire l'esistenza di una correlazione diretta e immediata tra gli errori nella preparazione delle operazioni di ordine pubblico e la morte di Carlo Giuliani.
Sia i familiari che lo stato italiano hanno fatto ricorso contro la sentenza, ricorso che è stato accolto nel marzo 2010.
In data 24 marzo 2011 la Corte ha emesso la nuova sentenza, assolvendo pienamente lo Stato Italiano, per non aver violato la Convenzione europea per la salvaguardia dei diritti dell'uomo e delle libertà fondamentali ma criticando la gestione italiana degli scontri e l'assenza di indagini sulle mancanze del dispositivo di sicurezza della conferenza.

## La posizione della famiglia Giuliani
Secondo il medico legale della Procura, Marco Salvi, intervenuto in un altro procedimento riguardante le tragiche giornate di Genova, il colpo sparato era "diretto" e non venne deviato da alcun corpo esterno. 

Murale dedicato a Carlo Giuliani in Piazza Vetra, Milano

 La tesi è stata contestata anche dalla perizia di parte, presentata dai genitori di Giuliani. L'altro colpo esploso dal carabiniere era stato ritrovato nella facciata di un palazzo mesi dopo il fatto, essendo sfuggito alle prime indagini.
La stessa autopsia di parte mostrerebbe come il foro del proiettile che ha colpito Giuliani sia incompatibile con i normali proiettili usati dai carabinieri: secondo la difesa, questo fatto è spiegabile sempre attraverso l'ipotesi del colpo deviato dal sasso, che avrebbe deformato il proiettile, mentre i genitori di Giuliani sostengono che i carabinieri avessero in dotazione dei proiettili non standard, illegali per uso civile.
Secondo la ricostruzione del Comitato Piazza Giuliani, Carlo aveva visto che dall'interno del mezzo il carabiniere di leva Mario Placanica puntava la pistola verso i manifestanti, fortemente intenzionato a sparare, e avesse reagito lanciando contro l'estintore anche se, secondo la perizia di parte presentata dagli avvocati della famiglia Giuliani, la distanza tra il manifestante e il mezzo era di 6,50 m, troppi perché l'estintore potesse avere qualche esito.
Nel giugno 2006 Haidi Gaggio (in Giuliani), madre di Carlo, ha inviato una raccomandata a Mario Placanica per interrompere il decorso della prescrizione, lasciando aperta la possibilità di effettuare una causa civile nei confronti dell'ex carabiniere ma dichiarando di non averlo fatto per chiedere un risarcimento danni a Placanica, ma al fine di ottenere un processo "che faccia luce non solo su piazza Alimonda, su chi ha effettivamente sparato, ma anche sulle responsabilità politiche e sulla catena di comando".
L'impegno politico della signora Gaggio, che dapprima restia ai riflettori della stampa, aveva declinato una proposta dell'avvocato Giuliano Pisapia, si determinò nel tempo, quando dopo una iniziale resistenza, diede inizio alla propria testimonianza a Firenze, attività che divenne poi il fulcro della sua azione politica, sebbene la militanza politica di Haidi Gaggio, iniziasse già nel 1962 con la sua partecipazione alla manifestazione per l'assassinio di Giovanni Ardizzone (giovane studente deceduto in circostanze analoghe a quelle di Carlo Giuliani), avvenuta precedentemente alla sua adesione al P.C.I.
Dopo la seconda sentenza della corte Europea dei diritti dell'uomo il padre di Carlo, Giuliano, ha affermato di avere intenzione di intentare una causa civile, per riuscire ad ottenere un dibattimento sui fatti avvenuti prima e dopo la morte, come la questione relativa alla pietra con cui sarebbe stata colpita la testa del figlio.

## La posizione di Placanica
Dopo il proscioglimento per la morte di Carlo Giuliani, Mario Placanica fu intervistato dal quotidiano Calabria Ora.
Nell'intervista Placanica ricostruì il clima di tensione di quei giorni, sottolineando l'enorme pressione cui fu sottoposto e soffermandosi sull'evitabilità del fatto. Placanica si soffermò su alcuni episodi, come il fatto che nessuno fosse intervenuto per disperdere i manifestanti, nonostante fosse evidente che il mezzo dove era non riusciva a spostarsi e come la reazione dei colleghi fu di compiacimento ("Mi dissero benvenuto tra gli assassini"), dando anche per vera l'ipotesi relativa al fatto che la testa di Giuliani sarebbe stata colpita con un sasso mentre questi giaceva a terra morto ("Ci sono troppe cose che non sono chiare. [...] Perché alcuni militari hanno "lavorato" sul corpo di Giuliani? Perché gli hanno fracassato la testa con una pietra?").
Nell'agosto 2008 Mario Placanica, assistito dal legale Carlo Taormina, ha sporto denuncia contro ignoti per l'omicidio di Carlo Giuliani. Secondo la tesi le perizie di parte effettuate su resti di Giuliani dismetterebbero l'assenza di residui dovuti alla camiciatura del proiettile: essendo i proiettili usati da Placanica, come quelli in dotazione degli altri sottufficiali, camiciati, questo fatto escluderebbe che i colpi mortali siano partiti dalla sua pistola. Taormina ha aggiunto che i colpi potrebbero essere partiti dall'arma di un ufficiale o da quella di un civile.

## Conseguenze politiche

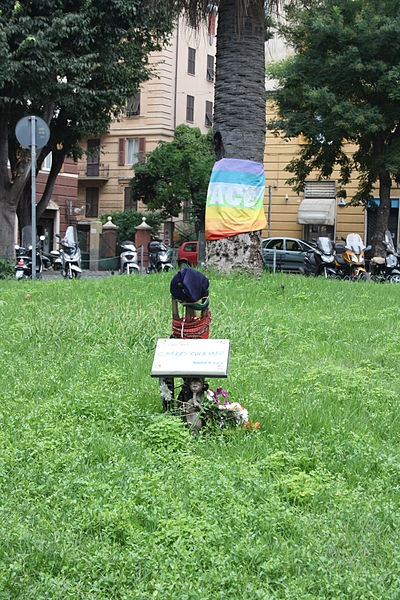
La vecchia lapide in memoria di Carlo Giuliani, deposta a Genova, all'interno dell'aiuola di piazza Alimonda in data 20 luglio 2011, in occasione del decennale della morte del ragazzo, oggi sostituita da un cippo in pietra

Nel febbraio 2002 il ministro Claudio Scajola dichiarò di aver disposto che le forze dell'ordine aprissero il fuoco in caso di sfondamento dei manifestanti nella zona rossa. Tali dichiarazioni suscitarono sconcerto e vivaci polemiche. Vittorio Agnoletto, portavoce del movimento, chiese le dimissioni del ministro, sostenendo che le affermazioni di questi costituivano prova dell'esistenza di "un piano di repressione organizzato da governo, carabinieri e servizi segreti.". In seguito Scajola ritrattò, definendo "non del tutto propria sotto il profilo giuridico e approssimativa se estrapolata dal contesto" la dichiarazione da lui stesso rilasciata e affermando di non aver mai dato ordine alle forze dell'ordine di aprire il fuoco sui manifestanti.
Nei giorni degli scontri si verificarono sfondamenti di vetrine, lanci di bottiglie Molotov, incendi di automobili private e di veicoli di servizio, danneggiamenti del manto stradale per reperire sanpietrini da lanciare contro le forze dell'ordine.
La vicenda ha avuto ampia risonanza nel dibattito politico nazionale. Per la sinistra è divenuta la dimostrazione dell'asserita incapacità e brutalità con cui il governo avrebbe gestito la piazza a Genova, culminate in questo fatto estremo; per la destra è divenuta la dimostrazione delle conseguenze cui porterebbero l'asserita violenza e pericolosità delle manifestazioni del movimento no-global.
Il dibattito acceso tra i genovesi è testimoniato dalla votazione a maggioranza avvenuta in Consiglio comunale il 26 luglio 2005 per la posa di una lapide commemorativa nella piazza ove è avvenuta l'uccisione con la semplice epigrafe:
La posa della lapide è stata infatti approvata con tre soli voti di scarto tra favorevoli e contrari, ed è stata poi effettuata il 20 luglio 2011, in occasione del decennale della morte del ragazzo. Due anni dopo è stata sostituita da un cippo con la medesima epigrafe.
La targa è stata vittima di ripetuti atti di vandalismo, inizialmente nella primavera del 2012 con la rottura del marmo, e successivamente nell'estate dello stesso anno, a pochi giorni di distanza dalle sentenze definitive relative al processo per le violenze avvenute durante la perquisizione della scuola Diaz, durante lo stesso G8, e il processo ai manifestanti, parte della scritta è stata imbrattata con vernice nera.

## Riconoscimenti
Nell'aprile 2003 l'Auser Risorse Anziani, una ONLUS impegnata nella solidarietà e la valorizzazione delle persone anziane nata per iniziativa della CGIL e del suo sindacato pensionati SPI-CGIL ha partecipato con una propria delegazione alla cerimonia di inaugurazione di una scuola elementare edificata nella Repubblica Democratica Araba dei Sahraui e dedicata a Carlo Giuliani, costruita grazie ai fondi (43 000 euro) raccolti dai soci Auser. Al progetto ha dato il proprio contributo finanziario anche la Fondazione "Carlo Giuliani", sorta per volontà dei genitori del ragazzo ucciso.
Nell'ottobre 2006 il gruppo di Rifondazione Comunista al Senato della Repubblica ha deciso di intitolare a Carlo Giuliani la sede del proprio ufficio di presidenza. Questa iniziativa ha generato vivaci polemiche da parte di esponenti del centro-destra e di rappresentanti sindacali delle forze di polizia e del COCER dei Carabinieri, che hanno anche fatto appello al capo dello Stato, Giorgio Napolitano, per contrastare la decisione dei senatori del PRC. Il Presidente della Repubblica, intervenendo in risposta a tali sollecitazioni con una propria lettera sulla materia, ha posto fine alle contestazioni facendo osservare come «Questa scelta rientra nella autonomia di ciascuna componente della rappresentanza parlamentare e della relativa Camera di appartenenza, nel merito della quale il presidente della Repubblica non ha titolo a intervenire.» ed esprimendo al contempo il proprio sostegno alle forze armate.
Con l'esclusione del Partito della Rifondazione Comunista dalla rappresentanza parlamentare a seguito delle elezioni del 13 e 14 aprile 2008, l'aula cambiò destinazione d'uso. Essendo venute meno, pertanto, le condizioni citate dal Presidente della Repubblica, l'aula ha cessato di essere intitolata a Carlo Giuliani ed è stata rimossa la relativa targa.

## Riferimenti nella cultura di massa
Il nome di Carlo Giuliani (o un riferimento alla vicenda) è stato inserito in alcuni brani di musica italiana di artisti e band, tra cui figurano anche Francesco Guccini, Fabri Fibra, Dogo Gang, Meganoidi, Ska-P, Caparezza, Ensi, Simone Cristicchi, Lo Stato Sociale, Mezzosangue e Inoki. Quest'ultimo ha dedicato anche una canzone sull'argomento intitolata Il mio paese se ne frega. Francesco Guccini ha scritto e dedicato a Carlo Giuliani la canzone Piazza Alimonda. Il gruppo napoletano dei 99 Posse gli ha dedicato il brano Odio/rappresaglia. A Carlo Giuliani e a sua madre Haidi è inoltre dedicata la canzone Al di là degli alberi, tratta dall'omonimo album della Casa del Vento. Il gruppo veneto One Dimensional Man ha dedicato a Giuliani il brano A Just Boy, contenuto nell'album Take Me Away. Giuliani è il soggetto del brano La canzone di Carlo, con musica e testo composti da Gian Piero Alloisio. Ai fatti di quei giorni sono ispirate anche la canzone dei Modena City Ramblers La legge giusta, la canzone Mei ros che negher dei LUF e la canzone Il mio nome è Carlo del gruppo fiorentino Malasuerte. Va inoltre segnalato il brano Let me Bleed, requiem per Carlo Giuliani per coro misto del compositore italiano Luca Francesconi scritto nel 2001 su testi di Attilio Bertolucci. I Linea 77 citano i fatti di Genova nella canzone Fantasma, la band hardcore punk italiana Skruigners ha realizzato il brano 200701 contenuto nell'album Finalmente vi odio davvero. La band anarcho-punk inglese Conflict nel 2003 ha dedicato a Carlo Giuliani un EP. La band spagnola Ska-P ha dedicato "Solamente por pensar" a Carlo Giuliani. Il gruppo rap Corveleno ha dedicato la canzone "Un mestiere qualunque" agli avvenimenti di quel giorno ma immedesimandosi nella parte del poliziotto. Nel aprile 2025, il rapper italiano Moder ha pubblicato il brano 20 luglio 2001|Carlo Giuliani, realizzato in collaborazione con Dutch Nazari e Tormento.
Sulla vicenda sono stati girati alcuni documentari:
- Carlo Giuliani, ragazzo, regia di Francesca Comencini (2002)
- Quale verità per Piazza Alimonda? - prodotto e curato da Comitato Piazza Carlo Giuliani onlus, ARCI (2006)[58]
- Bella ciao, regia di Marco Giusti, Roberto Torelli (2001)[59][60]
- Di vita non si muore, regia di Claudia Cipriani (2024)[61][62][63]